# Ariekanerpeton
Ariekanerpeton (лат.) — вымерший монотипический род сеймуриаморф из нижней перми Таджикистана (Сарытайпан). Окаменелости представляют собой хорошо сохранившиеся останки свыше 900 особей на разных стадиях онтогенеза. Слабое окостенение скелета у большинства особей предполагает, что они не достигли полной зрелости.
Отсутствие связи в большинстве случаев между посторбитальной и супратемпоральной костями черепа сближает Ariekanerpeton скорей с сеймурией и дискозавриском, чем с утегенией, которая сохраняет данную связь на постметаморфической стадии. У Ariekanerpeton эти кости также могут соприкасаться, но очень редко. Размеры черепа достигают от 6 до 54 мм в длину.
Ariekanerpeton имел 24 предкрестцовых позвонка. Невральные дуги спаренные и отделённые от плевроцентра даже у крупнейших особей, что, вероятно, указывает на их ювенильный характер. 
Тело личиночных форм с брюшной стороны покрыто костными округлыми чешуями с концентрическими зонами роста, подобно дискозаврискам. Постметаморфические особи их, видимо, утрачивали. Отсутствие прямоугольных брюшных рёбер (гастралий) также подтверждает большую близость к дискозавриску и сеймурии, чем к утегении.
Потеря наружных жабр и органов боковой линии у прошедших метаморфоз особей предполагает, что на взрослой стадии они, вероятно, не являлись преимущественно водными животными.